# Eisenach
Eisenach är en kretsfri stad i det tyska förbundslandet Thüringen och ligger omkring 40 kilometer väster om Erfurt.
1596–1809 var staden huvudstad i det ernestinska hertigdömet Sachsen-Eisenach och ingick efter sammanslagningen med Sachsen-Weimar i Sachsen-Weimar-Eisenach. Efter de tyska monarkiernas fall i tyska revolutionen 1918 blev Eisenach en del av Land Thüringen. Vid Tysklands delning efter andra världskriget tillföll Eisenach Östtyskland där det sedan 1952 tillhörde Bezirk Erfurt. När Tyskland återförenades tillfördes staden det återuppståndna förbundslandet Thüringen.
I slottet Wartburg tillbringade Martin Luther åren 1521–1522 med att översätta Nya Testamentet till tyska. I staden har under 1600- och 1700-talen barockkomponisterna Johann Pachelbel, Johann Christoph Bach (liksom brodern Johann Sebastian Bach född i staden) och Georg Philipp Telemann verkat som organister eller hovkapellmästare.
I Eisenach fanns under DDR-tiden en bilfabrik Automobilwerke Eisenach (AWE), som tillverkade personbilen "Wartburg", som fått namnet efter slottet i Eisenach. I dag finns i stället en sammansättningsfabrik tillhörande Adam Opel AG. Tysk bilhistoria har dock längre band med Eisenach än så. Under 1920-talet fanns här tillverkning av småbilen Dixi som sedermera blev BMW:s första personbil efter att företaget tagit över fabriken 1928. Efter kriget förlorade BMW fabriken. DDR-regimen startade tillverkningen på nytt men kallade nu bilarna EMW. Det var dessa bilar som senare ersattes av tillverkningen av Wartburg. Sedan den 10 mars 1992 har BMW åter en fabrik i Eisenach där man tillverkar produktionsverktyg.

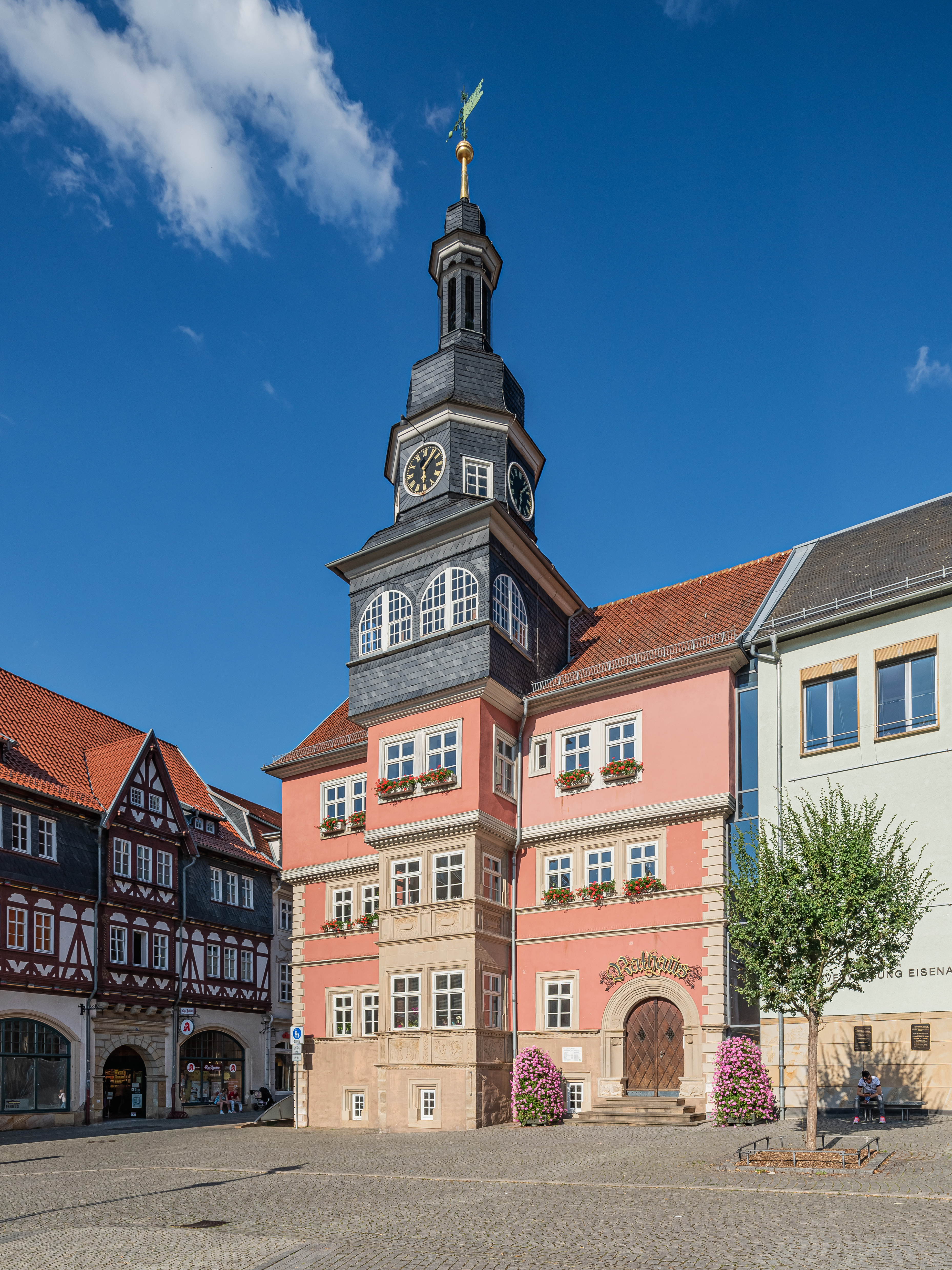
Rådhuset.
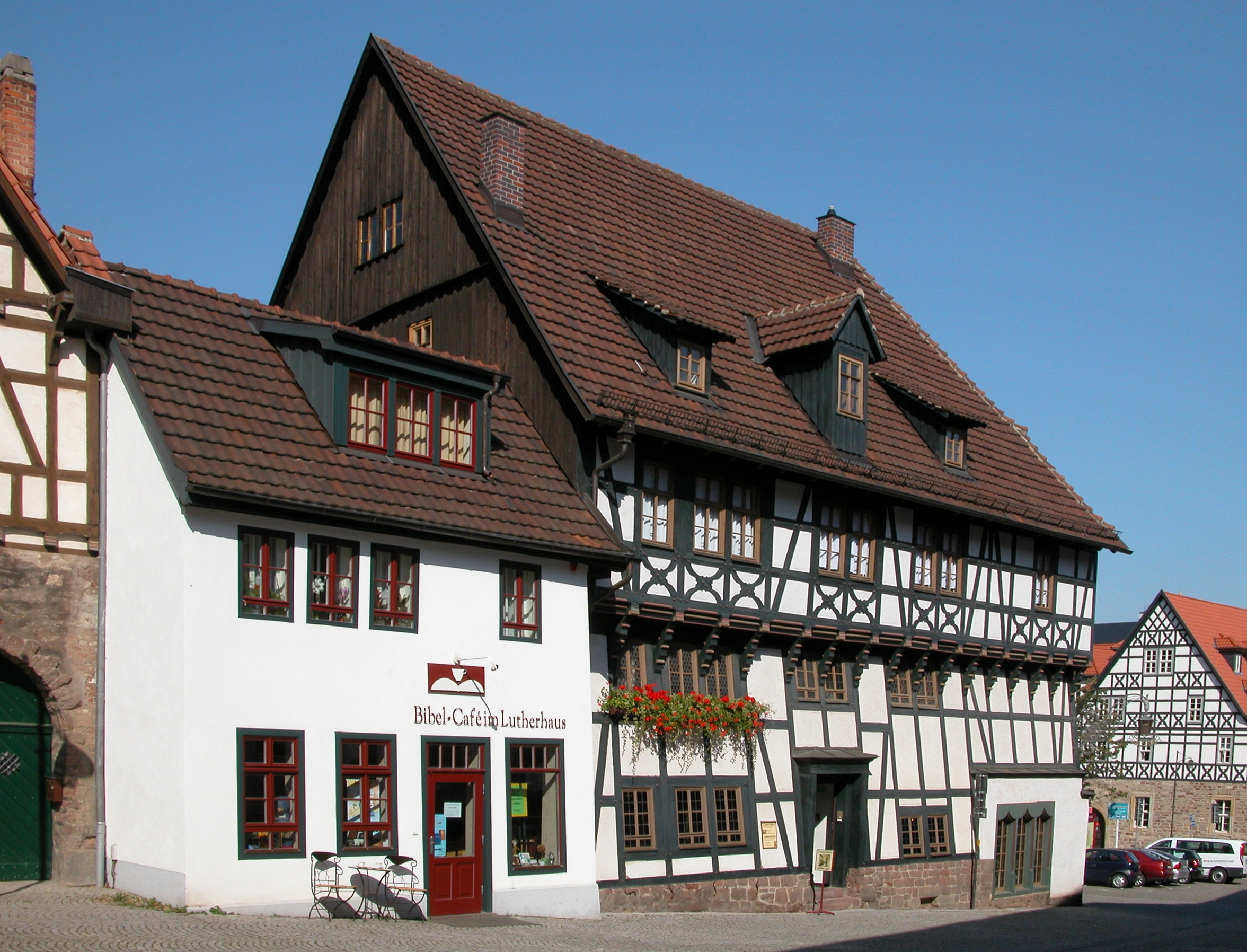
Lutherhaus.
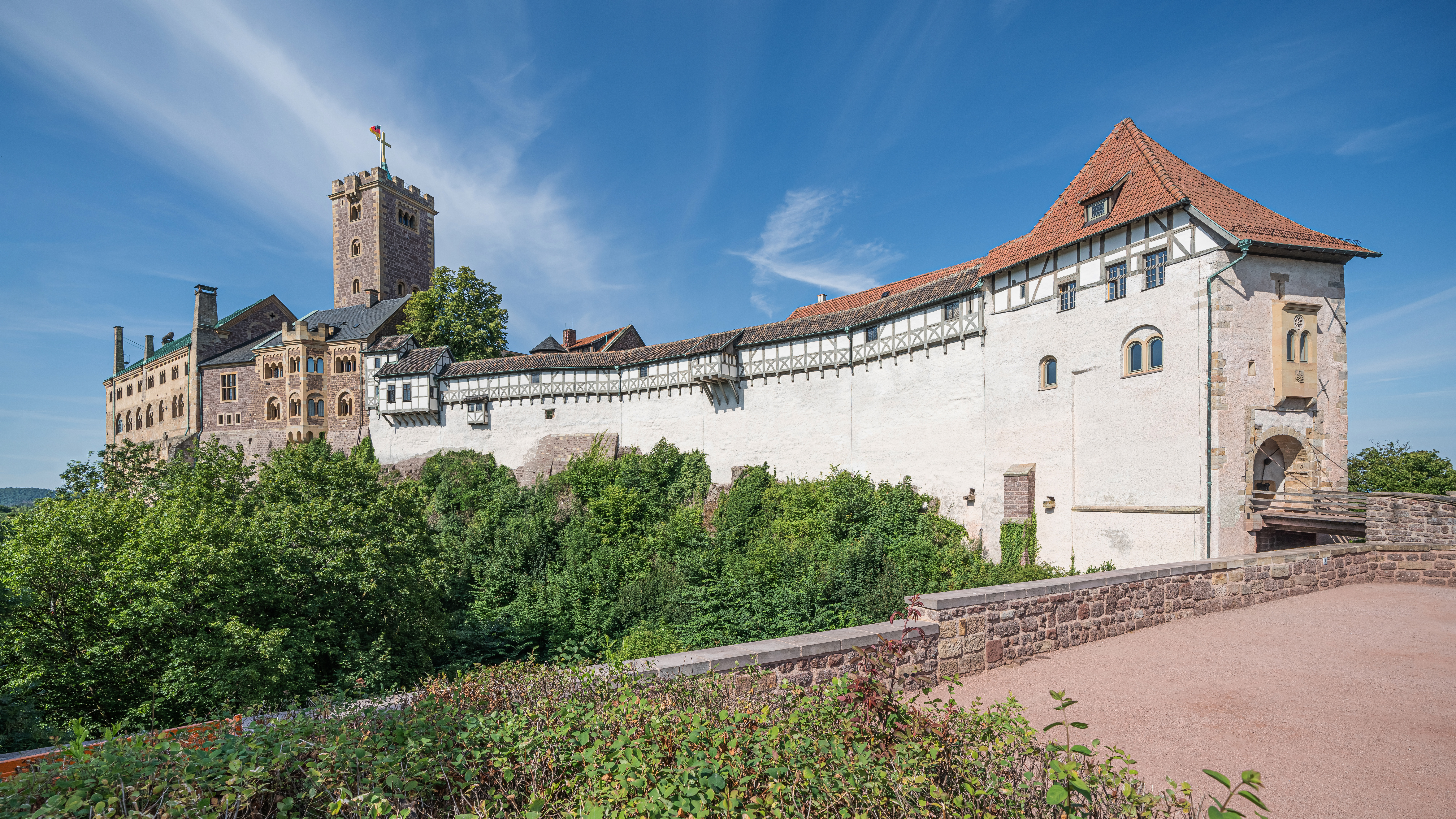
Borgen Wartburg ligger högt uppe över staden.

## Kända personer
- Martin Luther
- Johann Sebastian Bach
- Johann Christoph Bach
- Georg Philipp Telemann
- Johann Pachelbel
- Sabine Bergmann-Pohl